# Basket Team Crema 2010-2011
Il Basket Team Crema Serie A2 femminile FIP 2010-2011 era sponsorizzato dalla TEC-MAR.

## Risultati stagionali

### Prima fase
La squadra era inquadrata nel girone Nord; al termine della stagione regolare, giungevs all'11º posto del accedendo quindi ai play out.
|  |     | Classifica 2010-2011           | Pt | G  | V  | P  | PtF  | PtS  |
|  | --- | ------------------------------ | -- | -- | -- | -- | ---- | ---- |
|  | 1.  | Meccanica Nova Bologna         | 44 | 26 | 22 | 4  | 1752 | 1530 |
|  | 2.  | Delser Udine                   | 38 | 26 | 19 | 7  | 1703 | 1487 |
|  | 3.  | Iveco Lenzi Bolzano            | 36 | 26 | 18 | 8  | 1709 | 1581 |
|  | 4.  | Sandalia CUS Cagliari          | 36 | 26 | 18 | 8  | 1685 | 1477 |
|  | 5.  | Virtus Cagliari                | 30 | 26 | 15 | 11 | 1487 | 1438 |
|  | 6.  | Fila San Martino di Lupari     | 28 | 26 | 14 | 12 | 1515 | 1468 |
|  | 7.  | Roby Profumi Borgo Val di Taro | 26 | 26 | 13 | 13 | 1570 | 1641 |
|  | 8.  | Mercede Alghero                | 26 | 26 | 13 | 13 | 1567 | 1530 |
|  | 9.  | Vassalli 2G Vigarano           | 26 | 26 | 13 | 13 | 1606 | 1709 |
|  | 10. | Sernavimar Marghera            | 20 | 26 | 10 | 16 | 1538 | 1602 |
|  | 11. | TEC-MAR Crema                  | 18 | 26 | 9  | 17 | 1585 | 1691 |
|  | 12. | Pilot Italia Biassono          | 16 | 26 | 8  | 18 | 1581 | 1720 |
|  | 13. | Cellularmania Milano           | 14 | 26 | 7  | 19 | 1483 | 1665 |
|  | 14. | Terme di Cervia                | 6  | 26 | 3  | 23 | 1414 | 1656 |

### Play-out

#### Semifinali
| Squadra 1     | Totale | Squadra 2       | Gara 1 | Gara 2 | Gara 3 |
| ------------- | ------ | --------------- | ------ | ------ | ------ |
| Tec-Mar Crema | 2-1    | Terme di Cervia | 72-62  | 59-66  | 62-72  |

#### Finali
| Squadra 1     | Totale | Squadra 2             | Gara 1 | Gara 2 | Gara 3 |
| ------------- | ------ | --------------------- | ------ | ------ | ------ |
| Tec-Mar Crema | 1-2    | Pilot Italia Biassono | 71-59  | 58-66  | 69-79  |

Al termine della finale la squadra veniva retrocessa in serie B.

## Roster A2 stagione 2010-2011

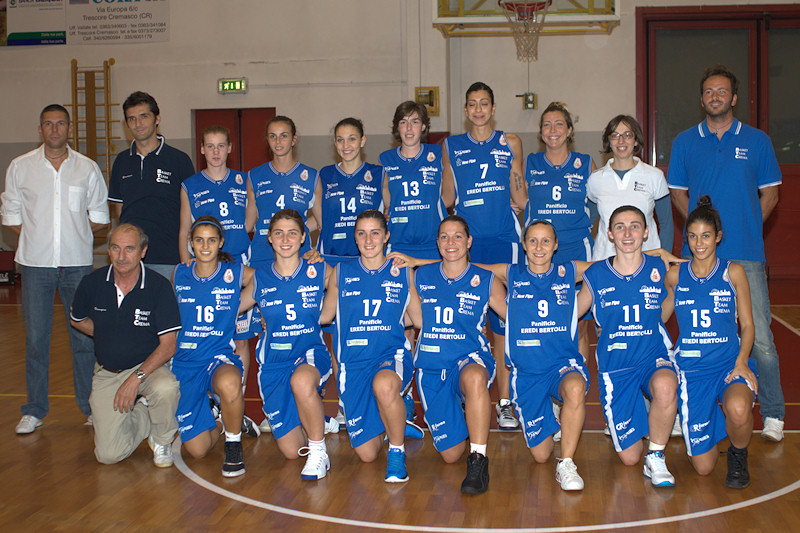
La formazione 2010/2011

|  | Naz.              | Ruolo | Sportivo          | Anno | Alt. |  |  |
|  | ----------------- | ----- | ----------------- | ---- | ---- |  |  |
|  | Italia (bandiera) | A     | Laura Barbiero    | 1974 | 183  |  |  |
|  | Italia (bandiera) | C     | Giorgia Belfiore  | 1985 | 195  |  |  |
|  | Italia (bandiera) | G     | Anna Brognoli     | 1991 | 170  |  |  |
|  | Italia (bandiera) | G     | Paola Caccialanza | 1989 | 178  |  |  |
|  | Italia (bandiera) | G     | Martina Capoferri | 1991 | 174  |  |  |
|  | Italia (bandiera) | G     | Annalisa Censini  | 1979 | 170  |  |  |
|  | Italia (bandiera) | C     | Gilda Cerri       | 1990 | 185  |  |  |
|  | Italia (bandiera) | P     | Camilla Conti     | 1994 | 169  |  |  |
|  | Italia (bandiera) | P     | Laura Frusca      | 1980 | 160  |  |  |
|  | Italia (bandiera) | A     | Laura Fumagalli   | 1985 | 178  |  |  |
|  | Italia (bandiera) | A     | Chiara Lodi       | 1993 | 180  |  |  |
|  | Italia (bandiera) | P     | Norma Rizzi       | 1993 | 172  |  |  |

### Staff tecnico
| Allenatore:       | Gianluca Pamiro      |
| Primo assistente: | Giuseppe Soffiantini |